# Brigadirowo
Brigadirowo (russisch Бригадирово) ist ein Dorf (derewnja) in der Oblast Kursk in Russland. Es gehört zum Rajon Fatesch und zur Landgemeinde (selskoje posselenije) Soldatski selsowjet.

## Geographie
Der Ort liegt gut 41 km Luftlinie nordwestlich des Oblastverwaltungszentrums Kursk im südwestlichen Teil der Mittelrussischen Platte, 16 km südwestlich des Rajonverwaltungszentrums Fatesch, 12,5 km vom Sitz des Dorfsowjet – Soldatskoje, 91 km von der Grenze zwischen Russland und der Ukraine, am Fluss Grjasnaja Rudka (rechter Nebenfluss der Ruda im Becken der Swapa).

### Klima
Das Klima im Ort ist wie im Rest des Rajons kalt und gemäßigt. Es gibt während des Jahres eine erhebliche Niederschlagsmenge. Dfb lautet die Klassifikation des Klimas nach Köppen und Geiger.

## Bevölkerungsentwicklung
| Jahr | Einwohner |
| ---- | --------- |
| 1979 | 115       |
| 1989 | 70        |
| 2002 | 41        |
| 2010 | 19        |

Anmerkung: Volkszählungsdaten

## Verkehr
Brigadirowo liegt 14 km von der Fernstraße föderaler Bedeutung M2 „Krim“ als Teil der Europastraße E105, 15 km von der Straße regionaler Bedeutung 38K-038 (Fatesch – Dmitrijew), 4 km von der Straße interkommunaler Bedeutung 38N-679 (38K-038 – Soldatskoje – Schuklino) und 29 km von der nächsten Eisenbahnhaltestelle 552 km (Eisenbahnstrecke Nawlja – Lgow-Kijewskij) entfernt.
Der Ort liegt 157 km vom internationalen Flughafen von Belgorod entfernt.